# Cromeria
Cromeria is een geslacht van straalvinnige vissen uit de familie van de oorvissen (Kneriidae).

## Soorten
- Cromeria nilotica Boulenger, 1901
- Cromeria occidentalis Daget, 1954